# Olcott (New York)
Olcott is een plaats (census-designated place) in de Amerikaanse staat New York, en valt bestuurlijk gezien onder Niagara County.

## Demografie
Bij de volkstelling in 2000 werd het aantal inwoners vastgesteld op 1156.

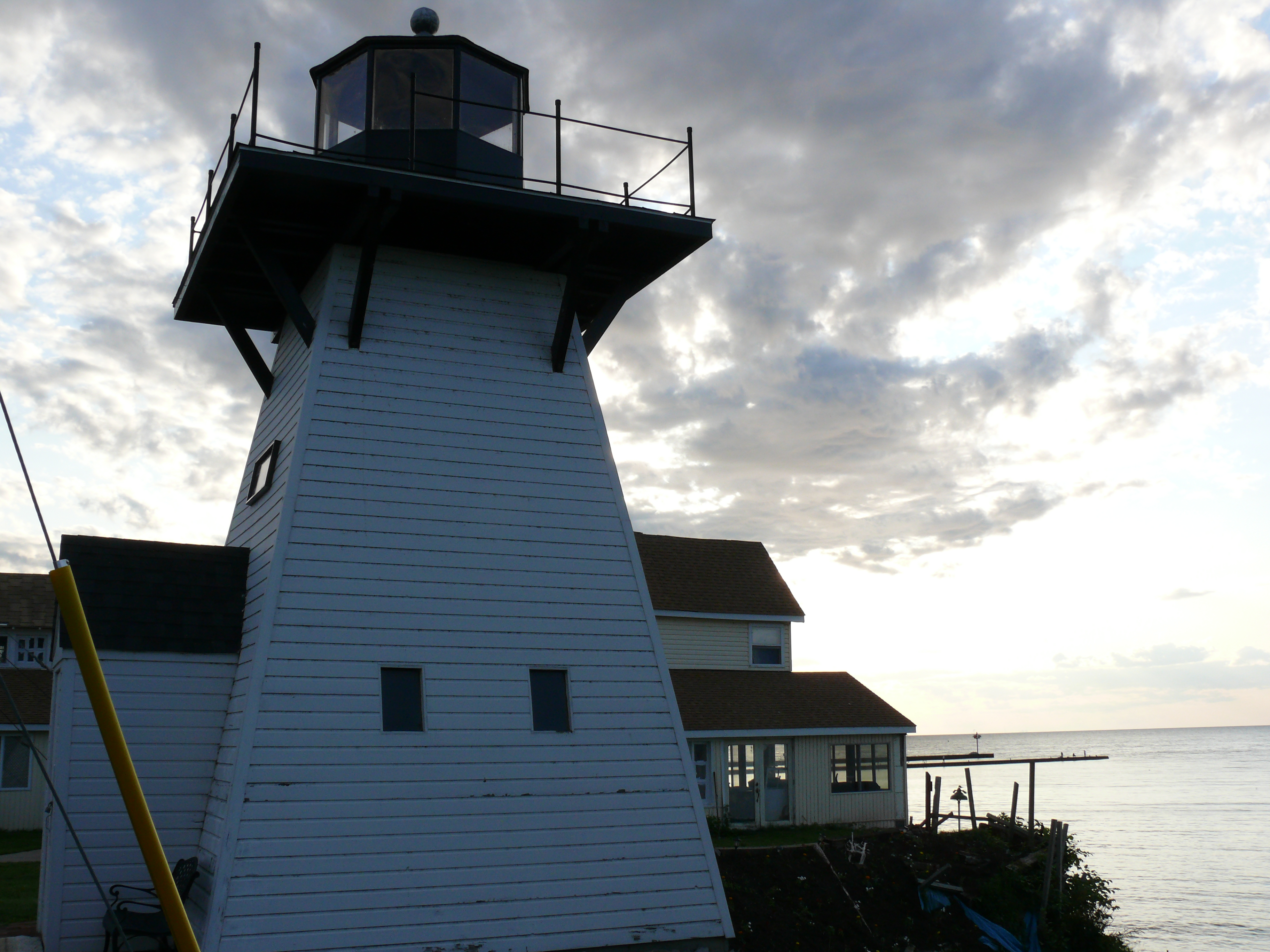
De in 2003 herbouwde vuurtoren

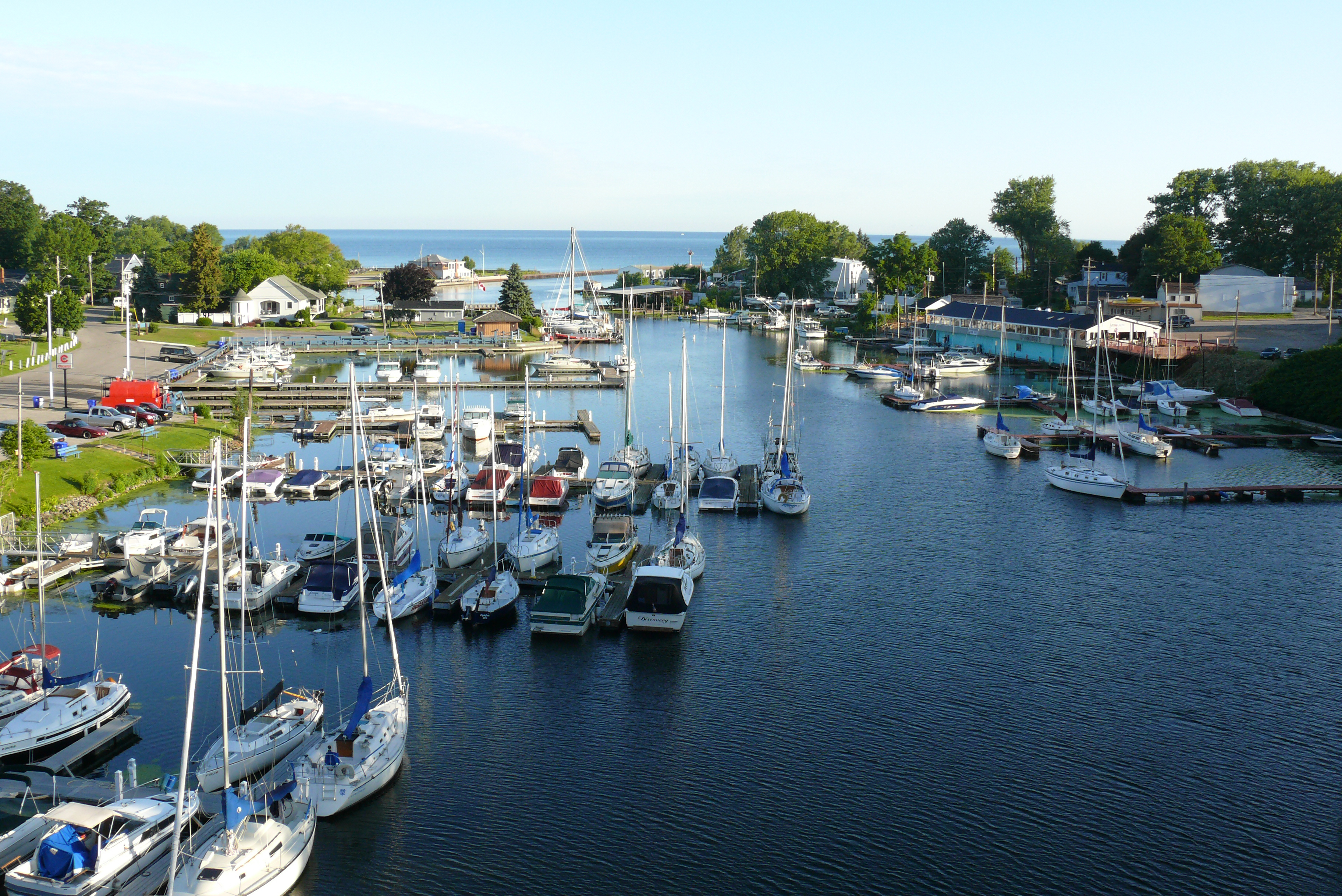
Jachthaven

## Geografie
Volgens het United States Census Bureau beslaat de plaats een oppervlakte van
13,8 km², waarvan 11,9 km² land en 1,9 km² water.

## Plaatsen in de nabije omgeving
De onderstaande figuur toont nabijgelegen plaatsen in een straal van 20 km rond Olcott.

## Fotogalerij

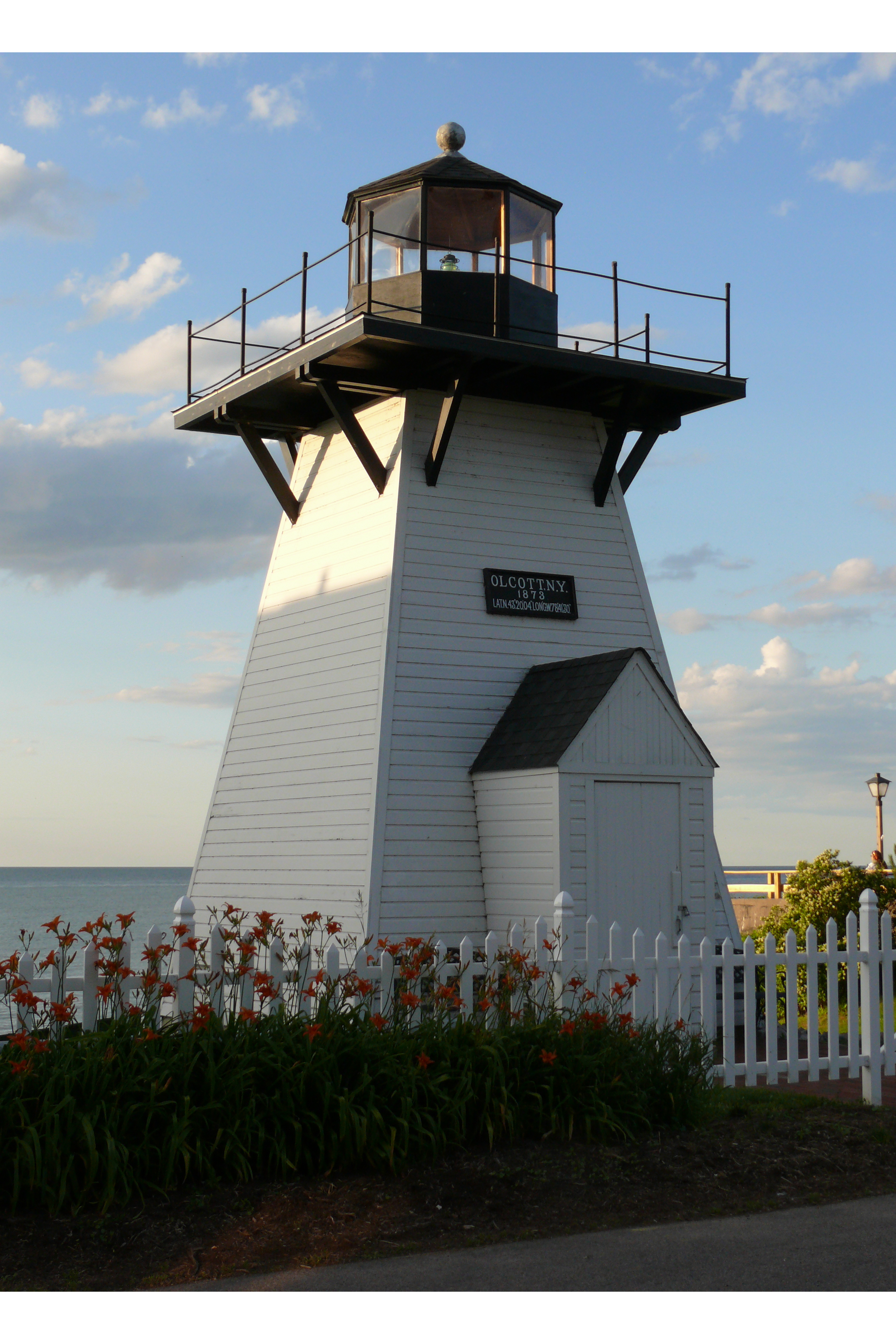
Olcott Beach Lighthouse
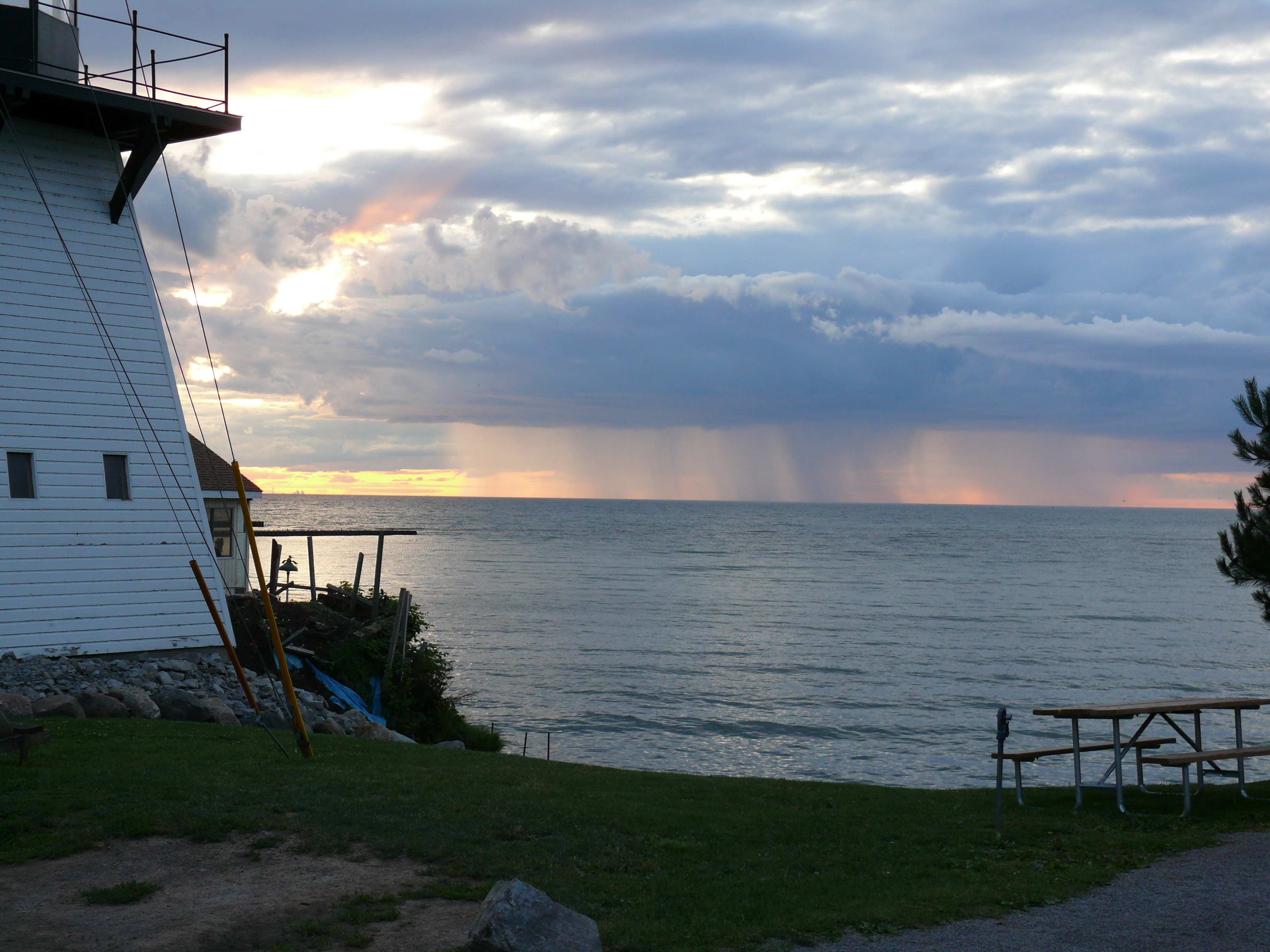
Olcott Beach Lighthouse
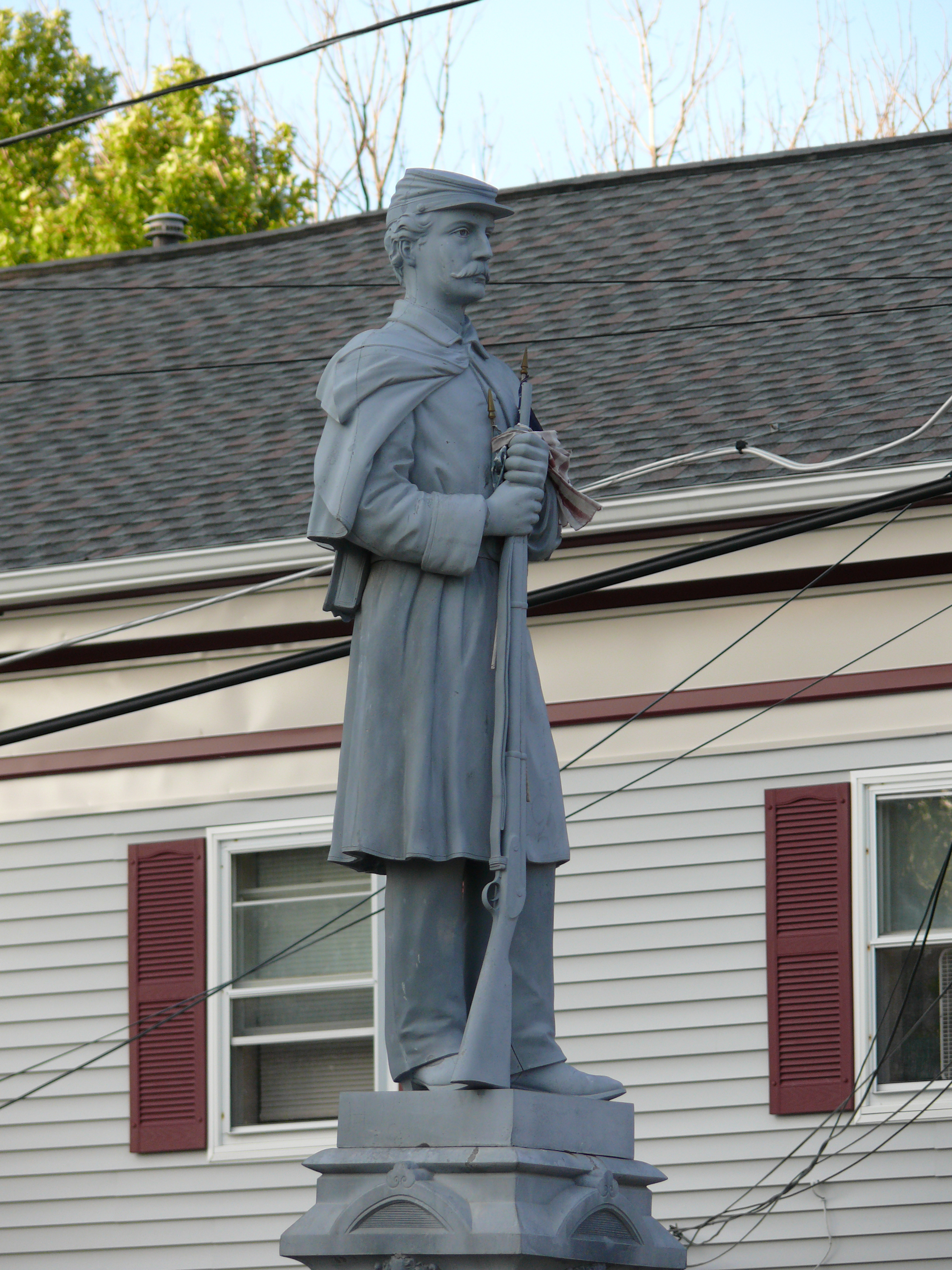
Monument Amerikaanse Burgeroorlog, Olcott Beach
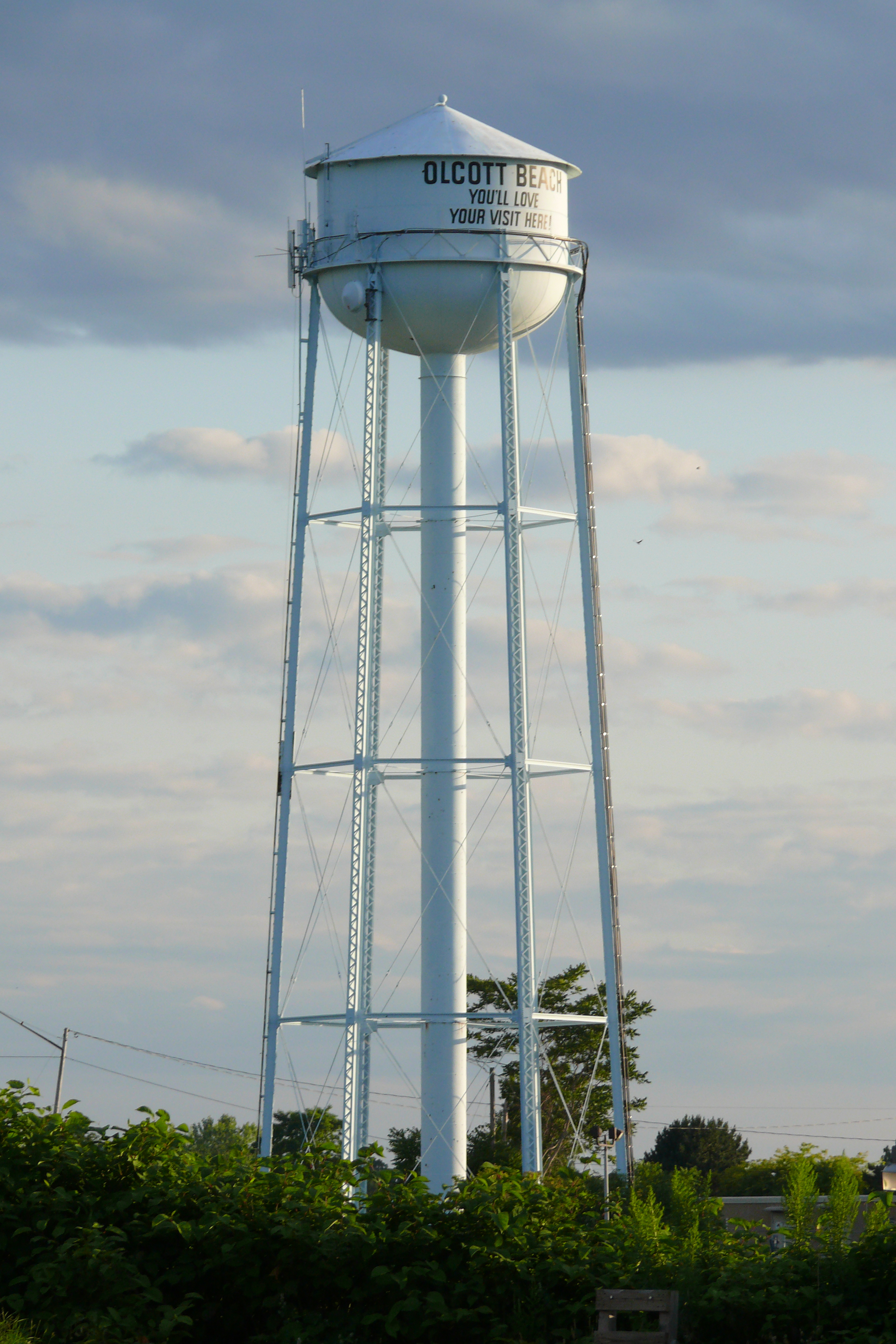
Olcott watertoren